# داگ برک (ورزشکار)
داگ برک (انگلیسی: Doug Burke؛ زادهٔ march ۳۰, ۱۹۵۷ (۶۷ سال)) ورزشکار واترپلو اهل ایالات متحده آمریکا است.
وی در مسابقات کشوری و بین‌المللی در مجموع برندهٔ ۱ مدال نقره شده‌است.